# Hell in a Cell (2019)
Hell in a Cell (2019) – gala wrestlingu wyprodukowana przez federację WWE dla zawodników z brandów Raw i SmackDown. Odbyła się 6 października 2019 w Golden 1 Center w Sacramento w stanie Kalifornia. Emisja była przeprowadzana na żywo za pośrednictwem WWE Network oraz w systemie pay-per-view. Była to jedenasta gala w chronologii cyklu Hell in a Cell.
Podczas gali odbyło się dziewięć walk, w tym jedna podczas pre-show. Walką wieczoru był Universal Championship Hell in a Cell match pomiędzy Sethem Rollinsem oraz "The Fiend" Brayem Wyattem, zakończyło się zatrzymaniem walki przez sędziego. W innym Hell in a Cell matchu Becky Lynch pokonała Sashę banks poprzez submission i obroniła Raw Women’s Championship. W innych ważnych walkach, Daniel Bryan i Roman Reigns pokonali Ericka Rowana i Luke’a Harpera w Tornado Tag Team matchu oraz Charlotte Flair pokonała Bayley poprzez submission zdobywając rekordowo piąty raz SmackDown Women’s Championship.

## Produkcja
Hell in a Cell oferowało walki profesjonalnego wrestlingu z udziałem wrestlerów należących do brandów Raw i SmackDown. Oskryptowane rywalizacje (storyline’y) kreowane są podczas cotygodniowych gal Raw i SmackDown Live. Wrestlerzy są przedstawieni jako heele (negatywni, źli zawodnicy i najczęściej wrogowie publiki) i face’owie (pozytywni, dobrzy i najczęściej ulubieńcy publiki), którzy rywalizują pomiędzy sobą w seriach walk mających budować napięcie. Kulminacją rywalizacji jest walka wrestlerska lub ich seria.

### Rywalizacje
Wśród spekulacji, że Bray Wyatt będzie walczył o Universal Championship na Hell in a Cell, Wyatt najwyraźniej potwierdził pogłoski w segmencie Firefly Fun House 2 września na odcinku Raw. Po udanej obronie tytułu Setha Rollinsa na Clash of Champions, Wyatt pojawił się jako jego złowroga alternatywna postać "The Fiend" i zaatakował Rollinsa ruchami Sister Abigail i Mandible Claw. Następnej nocy na odcinku Raw, Rollins odniósł się do ataku The Fienda i ogłosił, że będzie bronił Universal Championship przeciwko The Fiendowi w Hell in a Cell matchu podczas tego wydarzenia.
Na Clash of Champions, walka o Raw Women’s Championship pomiędzy broniącą tytułu Becky Lynch i Sashą Banks zakończyła się dyskwalifikacją dla Banks; w ten sposób Lynch zachowała tytuł ponieważ tytuły nie zmieniają posiadacza przez dyskwalifikację, chyba że zostało to określone inaczej. Po walce poszło do bójki na arenie. Następnej nocy na odcinku Raw, Banks wyzwała Lynch na rewanż w Hell in a Cell, który Lynch zaakceptowała z dodatkowym zastrzeżeniem, że walka będzie rozgrywana w Hell in a Cell.
Przed Clash of Champions, Erick Rowan zaatakował Romana Reignsa backstage’u i skłamał Danielowi Bryanowi, co doprowadziło do rozstania się z Bryanem jako Tag Team. Rowan następnie pokonał Reignsa w No Disqualification matchu na Clash of Champions dzięki powracającemu Luke’owi Harperowi, który zreformował ich Tag Team. Na następnym odcinku SmackDown, Rowan wyjaśnił, że zaczął atakować Reignsa, aby go przestraszyć i pokazać, że Reigns nie był dominującą postacią, za którą miał być. Rowan twierdził również, że był pomijany, niedoceniany i lekceważony oraz że nie był równy Bryanowi, ale lepszy od niego. Bryan później stwierdził, że niezależnie od tego, czy był face’em, czy heelem, nigdy nie kłamał i myślał o Rowanie jako o swoim przyjacielu. Bryan został przerwany przez Rowana i zaatakowany przez Harpera. Reigns wyszedł z pomocą Bryanowi, ale Rowan i Harper zdominowali Bryana i Reignsa. W następnym tygodniu Rowan pokonał Bryana; po walce Harper i Rowan zaatakowali Bryana. Reigns ponownie przyszedł z pomocą Bryanowi, gdzie ostatecznie pokonali Rowana i Harpera. Bryan i Reigns następnie wyzwali Rowana i Harpera na pojedynek Tag Teamowy na Hell in a Cell, który został oficjalnie potwierdzony. Na specjalnyjm odcinku SmackDown's 20th Anniversary, 4 października, Reigns pokonał Rowana w Lumberjack matchu, a Bryan uścisnął dłoń Reignsowi z wzajemnego szacunku. W dniu gali warunki walki zostały zmienione na Tornado Tag Team match.
Na Clash of Champions, Bayley kontrowersyjnie pokonała Charlotte Flair, uderzając jej głową w odsłonięty narożnik, aby utrzymać SmackDown Women’s Championship. Ich feud był kontynuowany w kolejnych odcinkach Raw i SmackDown, także z udziałem Sashy Banks i Raw Women’s Champion Becky Lynch. Na specjalnyjm odcinku SmackDown's 20th Anniversary, 4 października, Flair i Lynch pokonali Bayley i Banks, gdzie Flair zmusił Bayley do poddania się ruchem Figure Eight Leg Lock. Dzięki tej wygranej Flair zasłużyła sobie na rewanż o SmackDown Women’s Championship na Hell in a Cell.
W finale King of the Ring, 16 września na odcinku Raw, Baron Corbin pokonał Chada Gable’a i wygrał turniej, zmieniając ring name na King Corbin. Następnej nocy na odcinku SmackDown, po tym, jak Corbin obraził Gable’a, Gable zaatakował Corbina. Rewanż pomiędzy nimi na Raw, 23 września zakończył się dyskwalifikacją po tym, jak Corbin zaatakował Gable swoim berłem. Kolejny rewanż został zaplanowany na Hell in a Cell.
16 września na odcinku Raw, The O.C. (United States Champion AJ Styles, Luke Gallows i Karl Anderson) pokonali Cedrica Alexandra i The Viking Raiders (Erik i Ivar) w Six-man Tag Team matchu. Po walce The O.C. zaatakowali Alexandra i The Viking Raiders. W następnym tygodniu The Viking Raiders pokonali Gallowsa i Andersona w Tag Team matchu. 6 października ogłoszono na Hell in a Cell walkę z udziałem The Viking Raiders i wybranego przez nich partnera przeciwko wszystkim trzem członkom The O.C..
W dniu gali, Alexa Bliss i Nikki Cross miały bronić WWE Women’s Tag Team Championship przeciwko The Kabuki Warriors (Asuka i Kairi Sane). Bliss i Cross jako ostatnie wyeliminowały The Kabuki Warriors w Fatal 4-Way Tag Team Elimination matchu, aby zdobyć tytuły w sierpniu.
Po tygodniach feudów, ogłoszono walkę pomiędzy Natalyą i Lacey Evans na Hell in a Cell Kickoff.

## Wyniki walk
| Nr                                                                   | Wyniki | Stypulacje                                          | Czas  |
| -------------------------------------------------------------------- | --- | --------------------------------------------------- | ----- |
| 1P                                                                   | Natalya pokonała Lacey Evans poprzez submission                                                                                           | Singles match                                       | 9:25  |
| 2                                                                    | Becky Lynch (c) pokonała Sashę Banks poprzez submission                                                                                   | Hell in a Cell match o WWE Raw Women’s Championship | 21:50 |
| 3                                                                    | Daniel Bryan i Roman Reigns pokonali Ericka Rowana i Luke’a Harpera                                                                       | Tornado Tag Team match                              | 19:00 |
| 4                                                                    | Randy Orton pokonał Alego | Singles match                                       | 16:45 |
| 5                                                                    | The Kabuki Warriors (Asuka i Kairi Sane) pokonały Alexę Bliss i Nikki Cross (c)                                                           | Tag Team match o WWE Women’s Tag Team Championship  | 10:25 |
| 6                                                                    | Braun Strowman i The Viking Raiders (Erik i Ivar) pokonali The O.C. (AJ Stylesa, Karla Andersona i Luke’a Gallowsa) przez dyskwalifikację | Six-man Tag Team match                              | 8:15  |
| 7                                                                    | Chad Gable pokonał Kinga Corbina | Singles match                                       | 12:40 |
| 8                                                                    | Charlotte Flair pokonała Bayley (c) poprzez submission                                                                                    | Singles match o WWE SmackDown Women’s Championship  | 10:15 |
| 9                                                                    | Seth Rollins (c) vs. "The Fiend" Bray Wyatt zakończyło się zatrzymaniem walki                                                             | Hell in a Cell match o WWE Universal Championship   | 17:30 |
| (c) – mistrz/mistrzyni przed walkąP – walka miała miejsce w pre-show | |                                                     |       |